# Ісабелья Паес
Ісабелья Паес (ісп. Isabella Páez, 29 серпня 1995) — венесуельська плавчиня. Учасниця Чемпіонату світу з плавання на короткій воді 2018, де в попередніх запливах на дистанції 200 метрів батерфляєм поділила 15-те місце і не потрапила до фіналу.